# (2149) Schwambraniya
(2149) Schwambraniya (1977 FX; 1937 NV; 1954 WA; 1954 WJ; 1969 JL; 1970 RC; 1973 GA1; 1973 GB; 1974 QB2; 1975 XA6; 1977 JB) ist ein Asteroid des mittleren Hauptgürtels, der am 22. März 1977 von Nikolai Stepanowitsch Tschernych am Krim-Observatorium entdeckt wurde.

## Benennung
Der Asteroid wurde nach dem von den Charakteren des Kinderromans Schwambranien gebauten Wunderland benannt. Autor war Lew Abramowitsch Kassil.